# Ian McEwan
Ian McEwan (ur. 21 czerwca 1948 w Aldershot) – brytyjski pisarz, nazywany czasem „Ian Makabra” z powodu tematyki swej wczesnej twórczości.
Studiował na University of Sussex i University of East Anglia. Jako pierwszy ukończył także kurs kreatywnego pisarstwa Malcolma Bradbury’ego.
Zadebiutował w 1975 zbiorem opowiadań First Love, Last Rites, za który rok później otrzymał nagrodę Somerset Maugham Award. W 1998 został nagrodzony Nagrodą Bookera za Amsterdam. W roku 2006 za powieść Sobota (Saturday) otrzymał nagrodę James Tait Black Memorial. Pokuta z 2001 nominowana była do Nagrody Bookera.

## Twórczość
Powieści
- The Cement Garden, 1978 (pol. Betonowy ogród, 1994).
- The Comfort of Strangers, 1981 (pol. Ukojenie).
- The Child in Time, 1987 (pol. Dziecko w czasie).
- The Innocent, 1989 (pol. Niewinni).
- Black Dogs, 1992 (pol. Czarne psy).
- Enduring Love, 1997 (pol. Przetrzymać tę miłość).
- Amsterdam, 1998 (pol. Amsterdam, 1999).
- Atonement, 2001 (pol. Pokuta, 2002).
- Saturday, 2005 (pol. Sobota, 2005).
- On Chesil Beach, 2007 (pol. Na plaży Chesil, 2008).
- Solar, 2010 (pol. Solar, 2011).
- Sweet Tooth, 2012 (pol. Słodka przynęta, 2013).
- The Children Act, 2014 (pol. W imię dziecka, 2015).
- Nutshell, 2016 (pol. W skorupce orzecha, 2016).
- Machines Like Me, 2019.

Zbiory opowiadań
- First Love, Last Rites, 1975 (pol. Pierwsza miłość, ostatnie posługi, 2009).
- In Between the Sheets, 1978 (pol. W pościeli, 2009).

Oba zbiory wydano po polsku również w 1987 r. w jednym tomie Pierwsza miłość, ostatnie posługi i inne opowiadania.
Twórczość dla dzieci
- Rose Blanche, 1985.
- The Daydreamer, 1994 (pol. Marzyciel, 2009).

Sztuki
- The Imitation Game, 1981.

Scenariusze
- Ploughman's Lunch, 1983 (pol. Posiłek oracza).
- Sour Sweet, 1988 (pol. Gorzka słodycz).
- The Good Son, 1993 (pol. Synalek).
- The Innocent, 1993 (pol. Niewinni)
- On Chesil Beach, 2017 (pol. Na plaży Chesil)
- The Children Act, 2017.

## Ekranizacje
Lista filmów powstałych na podstawie twórczości Iana McEwana:
- 1984 - Last Day of Summer
- 1990 - The Comfort of Strangers, (pol. Pociecha od obcych)
- 1993 - The Cement Garden, (pol. Cementowy ogród)
- 1993 - The Innocent, (pol. Niewinni)
- 1997 - First Love, Last Rites
- 2002 - Solid Geometry
- 2004 - Enduring Love, (pol. Przetrzymać tę miłość)
- 2005 - Butterflies, (pol. Motyle) - film krótkometrażowy
- 2006 - Saturday, (pol. Sobota)
- 2007 - Atonement, (pol. Pokuta)
- 2017 - The Child in Time, (pol. Dziecko w czasie)
- 2017 - On Chesil Beach, (pol. Na plaży Chesil)
- 2017 - The Children Act, (pol. W imię dziecka)

Polskie ekranizacje
- Film Rozmowa z człowiekiem z szafy (1994, scen. i reż. Mariusz Grzegorzek) jest adaptacją opowiadania pod tym samym tytułem.